# عمران حسن خان
عمران حسن خان (بالإنجليزية: Imran Hassan Khan) هو لاعب رماية هندي، ولد في 26 يناير 1983.